# Арон Абиоб
Арон Абиоб (на иврит: אהרן אביוב) е еврейски духовник (равин) и писател от Османската империя, живял в края на XVI век.

## Биография
Арон Абиоб е роден в 1535 година. Става равин на Солун. Автор е на Shemen ha-Mor, коментар върху Книга Естир. За пръв път издава свой труд в Солун в 1601 година, като по някое време се мести да живее в Цариград, където също е равин. Умира в 1605 година.